# Герасименко Єгор Васильович
Єгор Васильович Герасименко (нар. 1908 — ?) — український радянський партійний діяч.

## Біографія
Член ВКП(б) з 1931 року.
До листопада 1939 року — секретар Дзержинського районного комітету КП(б) України міста Харкова.
Після приєднання Західної України до УРСР, постановою Політичного бюро ЦК КП(б)України (№ 860-оп) 27 листопада 1939 Герасименко був призначений редактором Дрогобицької обласної газети.
У листопаді 1939 — червні 1941 р. — редактор Дрогобицької обласної газети «Більшовицька правда».
У Червоній армії з липня 1941 року. З серпня 1941 року працював редактором дивізійної газети «Вперед на врага» 411-ї стрілецької дивізії.

## Звання
- старший політрук

## Нагороди
- медаль «За бойові заслуги» (1942)